# Фейєр Ліпот
Фейєр Ліпот (Леопольд Фейєр, угор. Fejér Lipót; Австро-Угорщина/Угорщина, 1880—1959), справжнє ім'я — Вейс Леопольд (Weiss L.) нім. Leopold Fejér) — угорський математик, член Угорської АН. 

## Кар'єра
Леопольд Вайс (Ліпот Фейєр) народився 9 лютого 1880 року у місті Печ в Угорщині.
Близько 1900 року змінив прізвище на угорську Фейєр.
Вивчав математику та фізику в Університеті Будапешта та в Берлінському університеті.
В 1902 здобув докторський ступінь в Університеті Будапешта.
У 1902—1905 роках викладав у Католицькому університеті Петера Пазманя.
У 1905—1911 роках викладав в Університеті Франца-Йосифа в Коложварі.
З 1908 — член-кореспондент, з 1930 - дійсний член Угорської академії наук.
З 1911 року до кінця життя очолював кафедру математики Будапештського університету.
Співпрацював з такими математиками, як Джон фон Нейман, Пал Ердеш, Дьорд Пойа і Пал Туран.
Дослідження були зосереджені на гармонійному аналізі та, зокрема, на лавах Фур'є.
1944 року звільнили та він мало не загинув: його хотіли розстріляти як єврея, але йому вдалося врятуватися.
1948 року — лауреат премії імені Кошута.
Був членом Академії наук Геттінгена (1917), Баварської академії наук (1954), Польської академії наук (1957),Угорської академії наук (1930).
Дослідження були зосереджені на гармонійному аналізі та, зокрема, на рядах Фур'є. Присвячені теоріям функцій, тригонометричних рядів та інтерполяції. Файєр довів, що середні арифметичні частинних сум ряду Фур'є неперервної періодичної функції рівномірно збігаються до цієї функції; знайшов інтерполяційний процес. Також праці Фейєра стосуються теорії спеціальних функцій.
Помер 15 жовтня 1959 року у Будапешті.

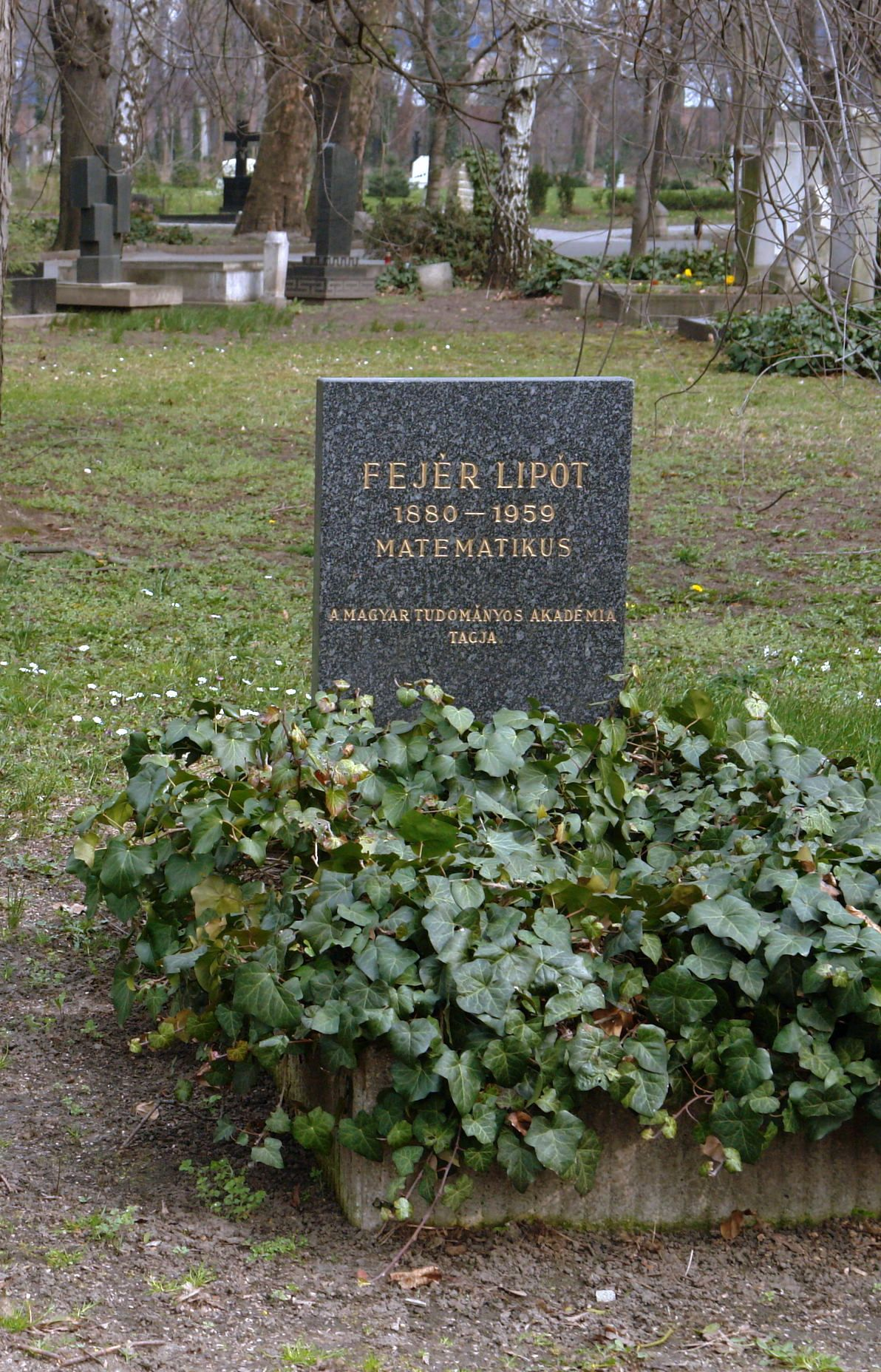
Могила Л. Фейєра